# Cervoni Lukî, Lohvîțea
Cervoni Lukî (în ucraineană Червоні Луки) este un sat în comuna Bodakva din raionul Lohvîțea, regiunea Poltava, Ucraina.

## Demografie
Componența lingvistică a localității Cervoni Lukî
     Ucraineană (100%)
Conform recensământului din 2001, toată populația localității Cervoni Lukî era vorbitoare de ucraineană (100%).